# Liviu Antal
Liviu Ion Antal (* 2. Juni 1989 in Șimleu Silvaniei) ist ein rumänischer Mittelfeldspieler. Er steht seit 2025 bei SCM Zalau unter Vertrag.

## Karriere
Im Jahr 2007 verließ Antal seinen Heimatverein LPS Bihorul Oradea und wechselte zu CS Concordia Chiajna in die Liga 2. Ein Jahr später verschlug es ihn zum Ligakonkurrenten FCM Târgu Mureș, mit dem er als Drittplatzierter hinter Unirea Alba Iulia und Internațional Curtea de Argeș am Ende der Saison 2008/09 knapp den Aufstieg in die Liga 1 verpasste.
Im Sommer 2009 holte Dorinel Munteanu Antal zu Oțelul Galați ins Oberhaus. Auch in Galați konnte er sich zu Saisonbeginn einen Stammplatz im Team erkämpfen. Am Ende der Saison 2010/11 gewann er mit seiner Mannschaft die rumänische Meisterschaft und startete in der Spielzeit 2011/12 in der Champions League. Im Sommer 2012 schloss er sich dem Ligakonkurrenten FC Vaslui an. In der Saison 2013/14 erzielte er 15 Toren bei 31 Einsätze und erreichte damit die besten Torausbeute seiner Laufbahn. Anschließend holte ihn Gençlerbirliği Ankara in die türkische Süper Lig.
Im Frühjahr 2015 wechselte Antal auf Leihbasis zu Beitar Jerusalem. Nach seiner Rückkehr verpflichtete ihn im August 2015 Hapoel Tel Aviv. Ende Januar 2016 wurde er bis Saisonende an Pandurii Târgu Jiu ausgeliehen. Im August 2016 wurde abermals ein Leihgeschäft mit Pandurii vereinbart. Nach Leihende nahm ihn im Februar 2017 CFR Cluj unter Vertrag.

### Nationalmannschaft
Im Juni 2011 berief Nationaltrainer Răzvan Lucescu Antal in die rumänische Nationalmannschaft. Unter Lucescus Nachfolger Ștefan Iovan debütierte er am 11. Juni 2011 im Freundschaftsspiel gegen Paraguay, als er in der 84. Minute für Gabriel Torje eingewechselt wurde.

## Erfolge

### Klub
- Rumänischer Meister: 2011
- Rumänischer Supercup-Sieger: 2011
- Litauischer Pokalsieger: 2018
- Litauischer Vizemeister: 2017, 2018

### Auszeichnungen
- Torschützenkönig der Rumänischen Liga: 2014
- Torschützenkönig der Litauischen Liga: 2018